# Oscar for bedste assisterende instruktør
Oscar for bedste assisterende instruktør eller Academy Award for Best Assistant Director var en filmpris, som blev uddelt ved Oscaruddeligen fra 1933 til 1937. For året 1933 havde man flere vindere og nominerede og man modtog ikke en Oscar-statuette for en specifik film. Det var først fra 1935 og frem til 1937 at man havde en vinder for arbejdet for en film. 

## Vindere og nomineringer
- 1933 – vindere:
  - Dutch "Tomas" Deckaj (Paramount)
  - Scott Beal (Universal)
  - Charles Dorian (M-G-M)
  - Fred Fox (United Artists)
  - Gordon Hollingshead (Warner Bros.)
  - Dewey Starkey (RKO Radio)
  - William Tummel (Fox)

- 1933 – yderligere nominerede:
  - Al Alleborn (Warner Bros.)
  - Sid Brod (Paramount)
  - Orville O. Dull (M-G-M)
  - Percy Ikerd (Fox)
  - Arthur Jacobson (Paramount)
  - Edward Killy (RKO Radio)
  - Joseph A. McDonough (Universal)
  - William J. Reiter (Universal)
  - Frank Shaw (Warner Bros.)
  - Ben Silvey (UA)
  - John Waters (M-G-M)

- 1934: John Waters – Viva Villa
  - Scott Beal – Imitation of Life
  - Cullen Tate – Cleopatra

- 1935: Clem Beauchamp og Paul Wing – The Lives of a Bengal Lancer
  - Joseph Newman – David Copperfield
  - Eric Stacey – Les Misérables
  - Sherry Shourds – A Midsummer Night's Dream

- 1936: Jack Sullivan – The Charge of the Light Brigade
  - Clem Beauchamp – The Last of the Mohicans
  - William Cannon – Anthony Adverse
  - Joseph Newman – San Francisco
  - Eric G. Stacey – The Garden of Allah

- 1937: Robert Webb – In Old Chicago
  - C. C. Coleman, Jr. – Lost Horizon
  - Russ Saunders – Emile Zola's liv
  - Eric Stacey – A Star Is Born
  - Hal Walker – Souls at Sea